# Opatowitzer Kanal
Der Opatowitzer Kanal (tschechisch Opatovický kanál) ist ein nicht schiffbarer Seitenkanal der Elbe in der Region Pardubitz in Tschechien. Der Kanal ist ein Kulturdenkmal.
Der Opatowitzer Kanal gilt als bedeutendes Wasserbauwerk des Spätmittelalters. Er wurde als Bewässerungskanal zwischen 1498 und 1514 gegraben, um Wasser aus der Elbe in etwa 250 Fischteichen um Pardubice zu leiten, die vom Obersthofmeister Wilhelm II. von Pernstein angelegt wurden. Zusätzlich diente er als Flößereistrecke für Holz aus dem waldreichen Riesengebirge, das der Silberbergbau um Kuttenberg benötigte. Später erlangte er auch für die Erzeugung von Elektroenergie regionale Bedeutung.
Baumeister des Kanals war der in Pernsteinischen Diensten stehende Fischmeister Kunat Dobřenský von Dobřenitz, welcher auch Lehrer des Teichbaumeisters Josef Štěpánek Netolický war. Der Kanal erstreckte sich über eine Länge von 34,42 km, heute sind es 32,69 km.

## Verlauf
Der Opatowitzer Kanal ist ein rechtsseitiger Seitenkanal der oberen Elbe in Ostböhmen, deren Fließrichtung am Pardubitzer Elbknie von Süden nach Westen schwenkt. Der Kanal zweigt nördlich des Knies, zwischen den Orten Březhrad und Opatovice nad Labem (Opatowitz a. d. Elbe) nach Südwesten ab, um bei Semín von rechts wieder in die Elbe einzumünden. Die Breite des Kanals beträgt zwischen 15 m (am Kanalanfang) und 2,5 m (bei der Mündung in die Elbe).

## Nutzung
Am Kanal wurden ursprünglich 32 Wassermühlen errichtet. Von diesen existiert heute nur noch eine einzige in Břehy, wo ein Kleinwasserkraftwerk besteht sowie eine weitere in Betrieb befindliche Mühle in Lázně Bohdaneč. Der Kanal versorgt derzeit u. a. die Teiche Černý Nadýmač, Buňkov, Bohdanečský rybník mit Wasser. Bei Semín befindet sich der sogenannte Seminer Aquädukt (Semínský akvadukt), wo der Kanal den Sopřečský potok (auch Mulda genannt) kreuzt.